# Stomphia japonica
Stomphia japonica är en havsanemonart som beskrevs av Oscar Henrik Carlgren 1943. Stomphia japonica ingår i släktet Stomphia och familjen Actinostolidae. Inga underarter finns listade i Catalogue of Life.